# Masada: Alef
Masada: Alef ist ein Jazz-Album von John Zorn, aufgenommen am 20. Februar 1994 und veröffentlicht auf DIW Records.

## Das Album

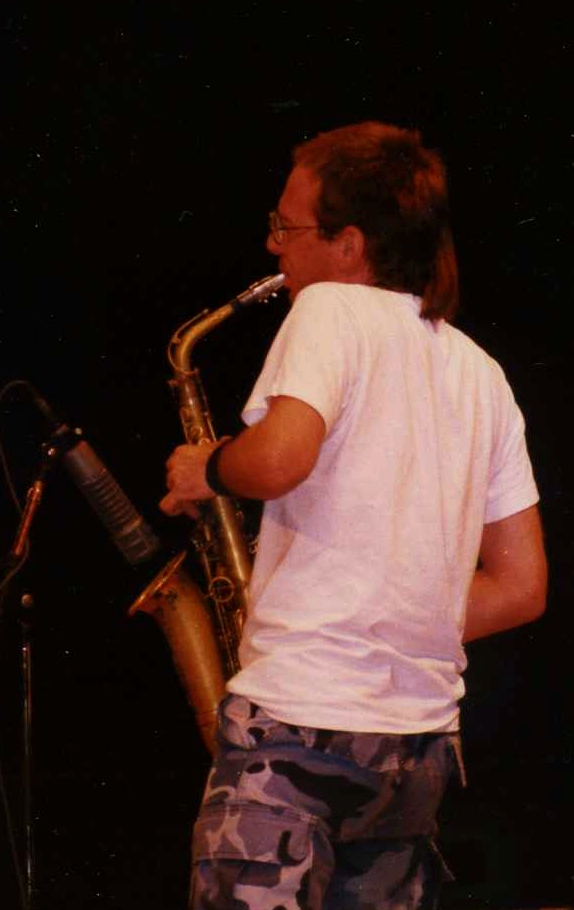
John Zorn (Münster 1990)

Das Album Masada: Alef war das erste einer Reihe von vier Alben, die – geordnet nach den Buchstaben des hebräischen Alphabets – die Titel Masada: Beit, Masada: Gimel und Masada: Dalet trugen. Wesentliches Material für alle vier Alben wurde am gleichen Tag aufgenommen. Das Quartett war im Sommer 1993 entstanden, als Zorn die Musik für den Film Thieves Quartet schrieb und einspielte. Der Stellenwert dieses Quartetts für sein eigenes Schaffen wurde ihm nicht gleich bewusst.
Mit dem Masada-Quartett bewies Zorn, dass sein Beitrag zum Jazz nicht in einer Erweiterung des Materials um Collagen bestand, sondern dass er auch eine klassische Jazz-Combo leiten und mit dieser sein eigenes Material spielen konnte. Am Ende der 1990er Jahre wurde das Quartett als eine der wichtigsten Gruppen des zeitgenössischen amerikanischen Jazz begriffen.
Das Album – wie auch die ganze Werkreihe – erhielt seine Anregung für den Komponisten Zorn aus dem Massensuizid der zelotischen Verteidiger der israelischen Bergfestung Masada im Jahr 73 vor der Eroberung durch die Römer (in Israel eine Art nationaler Gründungsmythos). Er widmete es Asher Ginzberg (1856–1927), dem Gründer der Bewegung des Kulturzionismus. Das Album ist – mit der programmatischen Namensgebung – auch Teil von Zorns Projekt der Radical Jewish Culture. Im Gegensatz zu traditioneller Klezmer-Folklore, wie der Titel vermuten würde, zeigt John Zorn „eine Gesamtschau des West-Coast-Jazz der 1950er Jahre“. Die Besetzung aus Zorn (Altsaxophon), dem Trompeter Dave Douglas, Bassist Greg Cohen und Schlagzeuger Joey Baron ruft die Erinnerung an die markantesten Improvisationsgruppen jener Jahre, das pianolose Chet-Baker/Gerry-Mulligan-Quartett und die Ornette Coleman Band um 1960 hervor. Zorn spielt in diesem Kontext als flüssiger Legato-Saxophonist in der Westcoast-Tradition und greift nur an den Eckpunkten der Titel auf sein typisches Knurren, Heulen, Quietschen und Pfeifen zurück; von Ornette Coleman stammen die asynchron gespielten, abgehackten Themenkürzel. Damit erinnert das Album an die Hommagen Zorns an den Free-Jazz-Pionier Coleman mit dem Titel Spy Vs Spy und den Bebop-Pianisten Sonny Clark Ende der 1980er Jahre (Sonny Clark Memorial Band). An Bakers und Mulligans Spiel erinnert der Wechsel der beiden Melodie-Instrumente in der Lead- und Begleitfunktion. Thomas Mießgang schrieb 1995 in der „Zeit“: „Sie spielen die Ideen entfesselt hin und her, verschmelzen manchmal zu jubilierenden Ostinati, um gleich darauf wieder auseinander zu fallen und sich aneinander zu reiben – wie Baker und Mulligan – aber in einem Hexenkessel bis zum Siedepunkt aufgeheizt.“
Die Titel der einzelnen Stücke des Albums erinnern an biblische Orte in Israel (etwa Kanah, Janohah oder Ashnah) und an wichtige Persönlichkeiten des Masada-Aufstandes (z. B. Jair).

## Bewertung des Albums
Richard Cook und Brian Morton, die in ihrem Penguin Guide to Jazz das Album mit der Höchstnote bewerten und Zorns Spiel auf diesem Album erstaunlich finden, kritisieren jedoch den Wiederholungseffekt der folgenden Alben Beit und Gimel, verstärkt durch die ähnliche Covergestaltung.

## Die Titel
Masada: Alef – DIW Records-888
1. Jair – 4:53
2. Bith Aneth – 6:24
3. Tzofeh – 5:13
4. Ashnah – 6:20
5. Tahah – 5:40
6. Kanah – 7:26
7. Delin – 1:54
8. Janohah – 9:40
9. Zebdi – 2:45
10. Idalah-Abal – 6:15
11. Zelah – 3:48

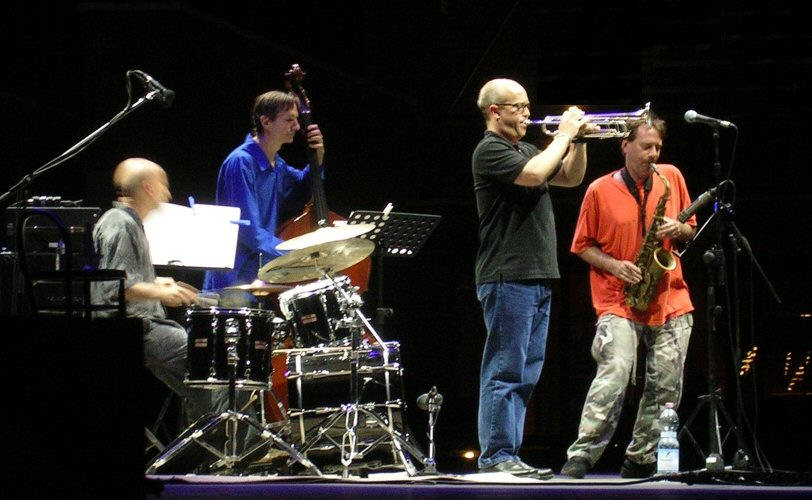
Masada Quartett (2005), von links nach rechts: Joey Baron, Greg Cohen, Dave Douglas, John Zorn

Alle Kompositionen stammen von John Zorn.